# ولودیمیر تسیبولکو
ولودیمیر تسیبولکو (اوکراینی: Цибулько Володимир Миколайович؛ زادهٔ ۲۷ مهٔ ۱۹۶۴) سیاستمدار، و شاعر اهل اوکراین است.